# Lichnovští z Voštic
Lichnovští z Voštic jsou původně slezský šlechtický rod pocházející z Horního Slezska. V roce 1702 byli povýšeni do panského stavu, v roce 1727 do říšského hraběcího stavu a 30. ledna 1773 do pruského knížecího stavu. Platnost pruského knížecího stavu v Rakousku byla potvrzena až v roce 1824.

## Historie

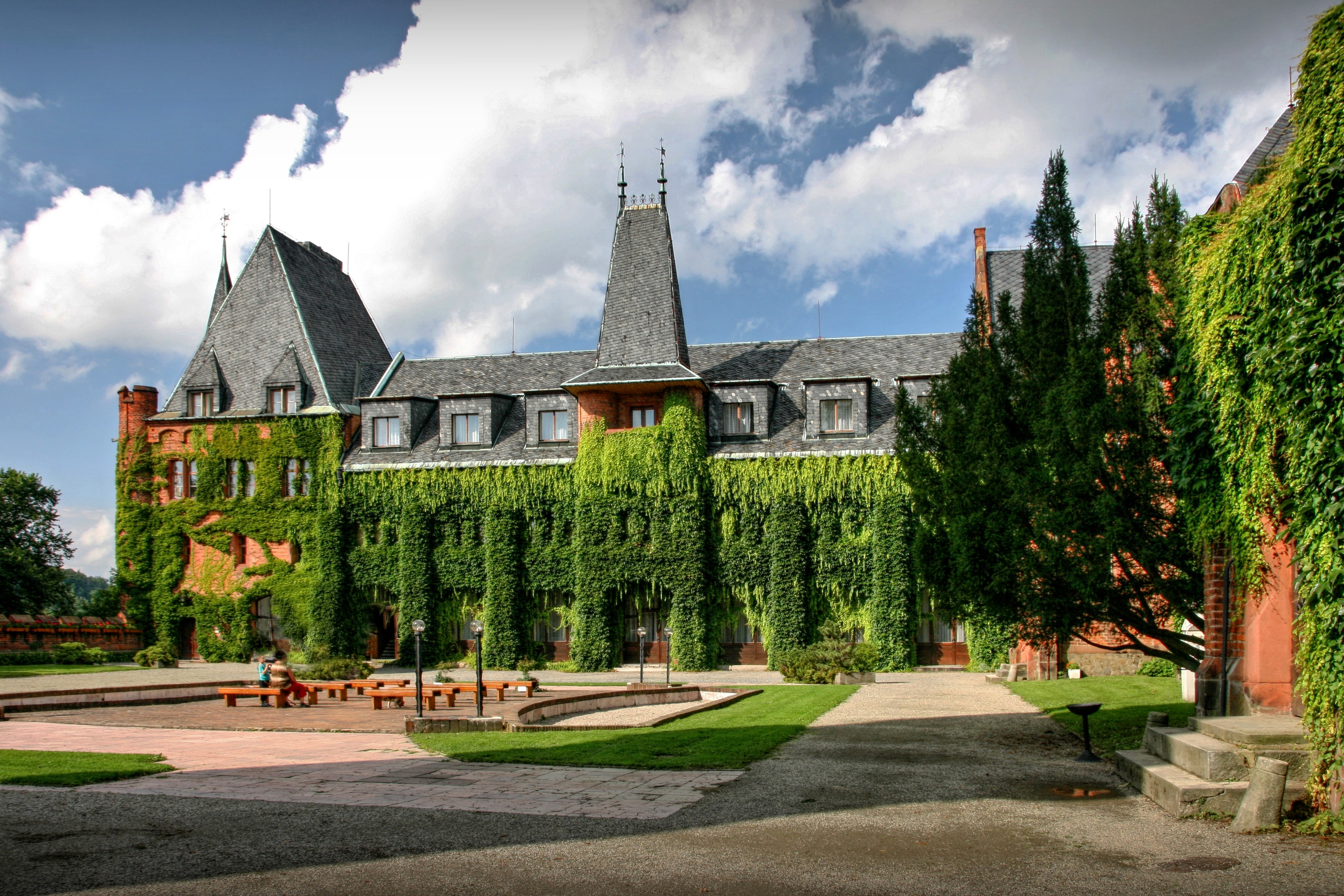
Zámek Lichnovských v Hradci nad Moravicí

Prvním známým předkem je Štěpán z Voštic, který v roce 1377 zakoupil fojtství v Lędzinách u Pštiny. V 15. století se rod rozdělil na dvě větve: Voštické z Voštic a Lichnovské z Voštic. Zakladatelem Lichnovských se stal Jan z Voštic, který v roce 1491 získal Lichnov na Bruntálsku sňatkem s Žofií z Drahotuš, vdovou po Mikuláši II. z Lichnova. Jan (Hanuš) Lichnovský byl služebníkem Jana IV. Osvětimského, který byl manžel krnovské kněžny Barbory Krnovské. Jan z Voštic byl nejvyšším sudím Krnovského knížectví. Po získáni Lichnova se začal psát jako Jan Lichnovský z Voštic.
Od počátku 16. století se příslušníci rodu začali prosazovat ve veřejném životě na Krnovsku a Opavsku. V roce 1532 zde získali Neplachovice, které drželi až do roku 1685. V roce 1608 zakoupil Bernard Jiří Lichnovský z Voštic (1572–1637) panství Chuchelná, které se stalo v následujících letech sídlem rodu. V roce 1612 byly nucení Lichnovští zadlužený Lichnov odprodat krnovské knížecí komoře. Bernard Jiří Lichnovský byl během stavovského povstání se svým nejstarším synem Václavem (1597-1650) stoupencem českého krále Friedricha Falckého. Po porážce povstání byl nucen projevit lítost římskému císaři a českému králi Ferdinandu II. a zároveň zaplatil pokutu. Václav po sobě zanechal česky psané paměti a svého druhorozeného dědice a opavského zemského sudího Karla Maxmiliána (1635–1688). Jeho syn František Bernard (1664-1747) byl krnovským a opavským zemským hejtmanem, který byl povýšen v roce 1702 do panského stavu a v roce 1727 na hraběte. Lichnovští se opětovně stali katolíky. Syn Františka Bernarda, hrabě František Leopold (1690–1742) se v roce 1714 oženil s Marií Barborou z Werdenbergu a získal panství Odry, po vymření hrabat z Werdenbergu připojili ke svému jménu jejich jméno.  Po pruském záboru Slezska se Lichnovští se svými majetky ocitli na obou stranách hranice. Jan Karel hrabě Lichnovský, nejstarší syn Františka Leopolda, byl současně jak poddaným pruského krále,  tak i od roku 1746 císařským komořím císařovny Marie Terezie. V roce 1773 byli Lichnovští povýšení do pruského knížecího stavu, který byl pro Rakousko potvrzen až v roce 1824. V roce 1778 přikoupili Lichnovští panství Hradec nad Moravicí.
Karel Alois (1761–1814), druhý kníže Lichnowský byl podporovatelem významných hudebníků, kterými byli Ludwig van Beethoven, Franz Liszt a Niccolo Paganinni.
Mezi nejvýznamnější členy rodu patřil Eduard Maria Lichnovský z Voštic (1789–1845), který se oženil s Eleonorou Zichy (1795–1873). Z manželství se narodilo sedm dětí z nichž vynikli především synové Felix, Robert, Othenio a Karel Maria.
Po druhé světové válce byl majetek Lichnovských v Československu na základě Benešových dekretů konfiskován. Poslední majitel Hradce nad Moravicí z rodu Lichnovských Vilém se po válce s rodinou odstěhoval do Brazílie.

## Význačné postavy
- Karel Maxmilián Lichnovský z Voštic (1635–1688) knížecí rada, přísedící zemského soudu v Opavě
- František Bernard Lichnovský z Voštic (1664–1747), získal titul svobodný pán 1702, 1722 povýšen na hraběte
- Jan Karel Lichnovský z Voštic (1722–1788), 1. kníže, říšský dvorní rada, císařský tajný rada
- Štěpán Lichnovský z Voštic (1723–1796), generálmajor pruské královské armády
- Karel Alois Lichnovský z Voštic (1761–1814), 2. kníže, mecenáš Mozarta a Beethovena
- Eduard Lichnovský z Voštic (1789–1845), 3. kníže, rakouský historik, vydavatel dějin habsburské dynastie
- Felix Lichnovský z Voštic (1814–1848), 4. kníže, poslanec frankfurtského parlamentu
- Karel Maria Lichnovský z Voštic (1819–1901), 5. kníže, poslanec říšského sněmu
- Robert Lichnovský z Voštic (1822–1879), děkan olomoucké kapituly
- Othenio Lichnovský z Voštic (1826–1887) kníže-velkopřevor pražské komendy Maltézského řádu
- Karel Max Lichnovský z Voštic (1860–1928), 6. kníže velvyslanec ve Spojeném království
- Markéta Eleonora, provdaná Lanckorońská (1863–1954), saloniérka ve Vídni
- Mechtilde Lichnovská z Voštic (1879–1958), německá spisovatelka

## Erb
V původním erbu byly na červeném štítě vedle sebe dva zelené stonky vinné révy o jednom listu a jednom modrém hroznu. V klenotu bylo stejné znamení jako na štítu a přikryvadla byla červeno-stříbrná. Od roku 1846 používali Lichnovští z Voštic rozšířený erb, ve kterém se původní rodový erb nacházel v (heraldicky) pravém červeném poli a v levém taktéž červeném poli byla stříbrná kostelní korouhev. Erb byl podložen knížecím pláštěm s knížecí korunou. Pod pláštěm byla stuha s heslem Non nobis, Domine, non nobis!

## Panství rodu ve Slezsku
Ve Slezsku patřila do majetku Lichnovských např.: Chuchelná u Hlučína, Hradec nad Moravicí, Křižanovice nedaleko Ratiboře (od roku 1775), panství Hrabůvka (od 1730), Lubovice (od poloviny 17. století do roku 1723). V roce 1788 Jan Karel Lichnovský založil rodové svěřenství, do kterého v době vrcholu patřilo do majetku rodu Lichnovských:
- panství Chuchelná (počátek 17. století), Bořutín, Boleslav (od 1679), Ovsiště, Píšť (od 1625), Štěpánkovice a další
- tvrz Chotěbuz, okolo 1771
- panství Hrabůvka s obcemi: Lubomia, Syrynia, Nebočov (od 1730)
- panství Pšov (1774–1806) s obcemi: Rydultovy, Zawada, Doły
- panství Křižanovice s obcemi: Rožkov i Rudyšvald.

Lichnovští spravovali svěřenectví (majorát) do roku 1941.[zdroj?] Posledním vlastníkem majorátu byl Vilém Lichnovský, narozený 1. července 1905 v Hradci u Opavy.

## Pohřebiště

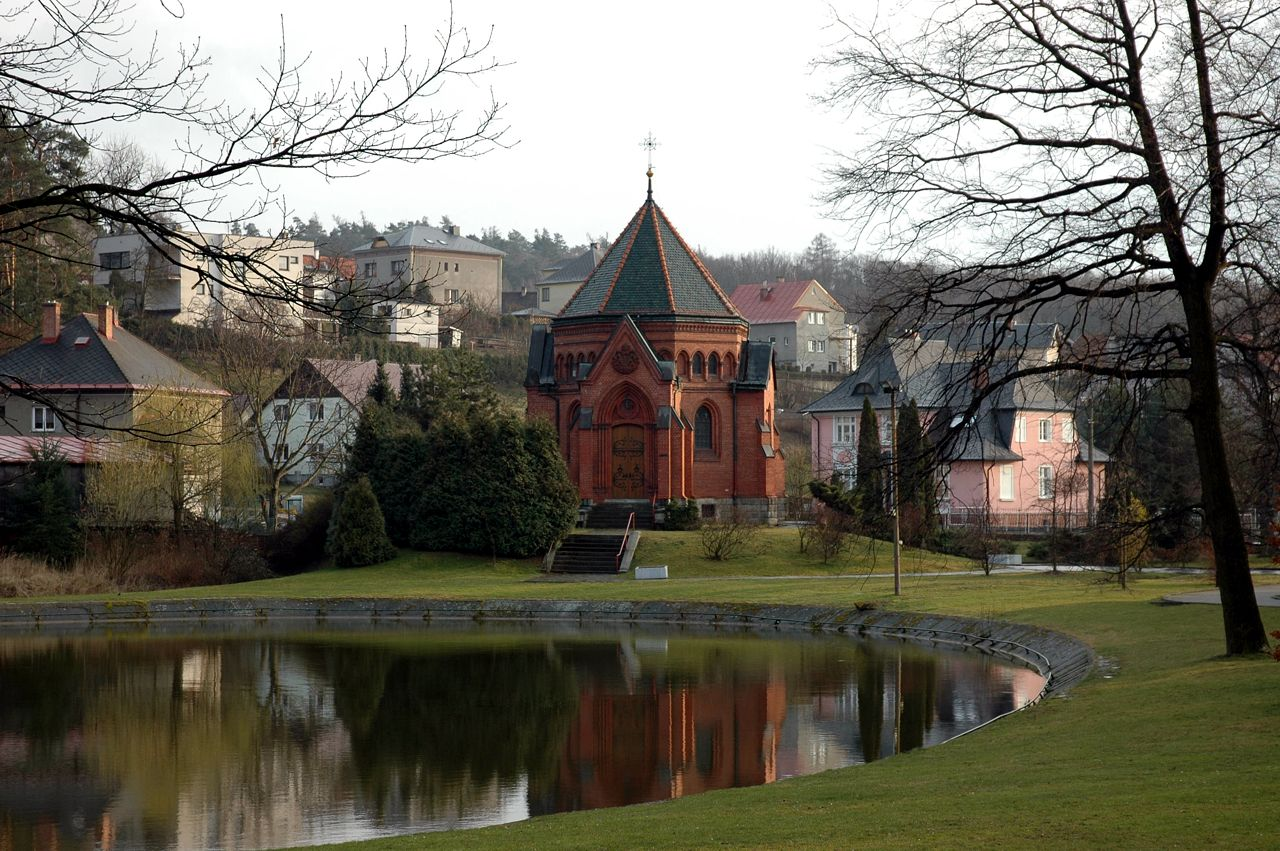
Hrobka knížat Lichnovských v Chuchelné

- Hrobka (mauzoleum) Lichnovských v Chuchelné – novogotická centrální stavba z let 1902–1903. Byl v ní pohřben Karel Maria 5. kníže Lichnowsky (1819–1901), jeho choť Marie, roz. princezna  z Croÿ-Dülmenu (1837–1915) a jejich syn Karel Max 6. kníže Lichnowsky (1860–1928).

## Chov plemenných ovcí
I v našem současném slovníku se zabydlel libozvučný termín „hospodářská krize.“ Moc bych se divil, kdyby jej neznali i na panství Lichnovských. Knížata Lichnovští doplatila na svůj rozrod. Bylo třeba vyplácet podíly rodinným příslušníkům. A rovněž někteří z pánů Lichnovských si žili jaksi nad poměry a utráceli víc, než bylo záhodno. Dluhovým pastím se Lichnovští vyhýbali, jak jen mohli, ale nakonec se nevyhnuli. Nakoupili však ovce. Merinové plemeno. Jejich vlna se dobře prodávala a získala brzy dobré jméno doma i v cizině. Když už se všechno zdálo, že se to ubírá po dobré cestě, zámek Hradec vyhořel. Psal se únor 1796. A to byl teprve před nedávnem nákladně rekonstruován. Popelem lehlo celé první patro včetně cenné zámecké knihovny. Poté dostal areál úplně nový vzhled – hlavní budova byla přestavěna na Bílý zámek, v jeho sousedství vznikl pseudogotický zámek Červený.
Ve dvacátých letech 19. století se stalo Brno centrem šlechtitelů ovcí, a Lichnovští na svých statcích v Chuchelné a v Hradci u Opavy rozvinuli vědecky řízený chov ovcí. Na stráních Hanuše (což je blízký kopec) bylo původní stádo obohaceno křížením s ovcemi, pocházejícími ze saského královského chovu. Plemenné ovce Lichnovských putovaly nejenom do sousedních zemí, ale i do vzdáleného australského Nového Jižního Walesu, kde se staly základem tamějšího světově proslulého chovu ovcí. Cena jednoho plamenného berana dosáhla rekordní výše dvou a půl tisíc tolarů. Američané nakupovali na aukci ve Vratislavi berany ze stáda Lichnovských až po dvou tisících dolarů za kus. Statky Lichnovských navštívil i ruský car Alexandr I. a na místě dojednal dodávku plemenných ovcí pro Rusko. Ovčí chov rodiny Lichnovských čítal kolem dvaceti tisíc ovcí a dosáhl takové proslulosti, že byl označován za jeden z nejlepších v celé Evropě.